# 福岡ナヲト
福岡 ナヲト（ふくおか なをと、1977年11月2日 -）は、放送作家・脚本家・演出家。愛知県名古屋市出身。青山学院大学卒業。
株式会社ブレークポイント代表取締役。

## テレビ
フジテレビ
- 笑っていいとも!
- めざましテレビ
- 直撃LIVE グッディ!
- ノンストップ!
- カスペ!逮捕の瞬間!密着24時
- めざましどようび
- めざましどようびメガ
- どーも☆キニナル!
- 知りたがり!
- アゲるテレビ
- 2004年 第20回参議院議員通常選挙特別番組 FNN踊る大選挙戦
- ザ・リサーチャー
- クイズ!ヘキサゴン
- ウオーキングプラス絶景日本の温泉グルメ歩き ～FNSイケメン&美人アナ大集合SP
- 笑っていいとも!2009春の祭典
- 豪華ダジャレなぞなぞ笑撃映像SP
- 中居正広のスーパードラマフェスティバル
- ザ・プレッシャーSP
- お台場合衆国特番
- 〜ウォーキングプラス〜絶景日本の健康歩き

など
NHK
- 突撃!カネオくん

など
TBS
- 十八代目中村勘三郎襲名記念特別番組
- 王様のブランチ
- 深夜の星（3分美笑女）
- ホラフキング
- 探検!ホムンクルス

など
テレビ朝日
- ドラえもん大晦日生放送スペシャル
- ロンドンブーツ1号2号のテレビ最強名場面
- KHB東日本放送30周年記念特番
- 決定!これが日本のベスト100全国一斉○○テスト
- 番組PR【IKETERU】【ロッポンギ】
- 検索ちゃん

など
日本テレビ
- 恋の神様’09
- 恋の神様’10
- NNNニュースプラス1
- 特集「中高年がハマるダンスホールのカリスマ教師」
- おじゃマンボウ
- バラエティ番組即戦力王決定戦SP
- LOVE@PARTY (Perfume×新お笑い三銃士)

など
テレビ東京
- Ya-Ya-yah
- ハロモニ
- 日曜ビッグバラエティ「人情に感動！頑張るの家族 宿物語」

など
BSフジ
- うちのわんこ

BS-i
- 熊川哲也 K−Ballet company“芳賀望”ドキュメント

フジテレビワンツーネクスト
- めざましテレビ15周年特別企画 元気のみなとも
- 週刊!NIPPONちびっこランド
- 第6戦東日本大震災支援ビーチバレーペボニアカップファンイベント
- 旅チャンネル
- 嵐山光三郎のぶらり大人の旅
- 第24回JUNONSUPERBOYCONTEST 〜スター誕生の瞬間に完全密着!〜

BS11
- 大人の自由時間 我らのアート

TBSチャンネル
- マーヤのチャンネルニュース
- イ・ビョンホン&チェ・ジウ来日密着ドキュメント・こんなヨン様見たことない! ペ・ヨンジュン来日ドキュメントイ・ビョンホン来日密着特集!
- 韓流ドラマを100倍楽しく見せちゃうぞSP1
- 韓流ドラマを100倍楽しく見せちゃうぞSP2
- イ・ビョンホン映画「甘い人生」来日密着独占インタビュー
- ペ・ヨンジュン映画「四月の雪」を追え!!
- 小林麻耶の日韓焼肉サミット
- ヨン様の食卓〜ゴシレ〜&ノーカット記者会見
- キム・ジェウォン 入隊直前ドキュメントinソウル

など

## CM（監督）
- 大鵬薬品工業「PITAS」
- 杏林製薬株式会社 「葉酸サプリメント」
- 大日本印刷株式会社 「キッズインフィール」
- ETCシステム
- 日産自動車 「NOTE」
- パソコンソフト 「筆まめ」
- RYOBI

## 映画脚本
- 「サンモリッツ」 - アミューズ所属若手女優5名による短編

## アーティストブレーン
- スキマスイッチ
- 秦基博